# Aedes chrysogaster
Aedes chrysogaster är en tvåvingeart som först beskrevs av Taylor 1927.  Aedes chrysogaster ingår i släktet Aedes och familjen stickmyggor. Inga underarter finns listade i Catalogue of Life.